# Universidade do Mindelo
Universidade do Mindelo (englisch University of Mindelo) ist eine Hochschule in der Stadt Mindelo auf der Insel São Vicente im Inselstaat Kap Verde.

## Geschichte
Die Universität wurde 2002 gegründet und begann ihre Arbeit  offiziell am 9. Juni 2003 mit dem Instituto de Estudos Superiores Isidoro da Graça. 2010 wurde die Hochschule zur Universität.